# Noyelles-sous-Lens
Noyelles-sous-Lens è un comune francese di 6 999 abitanti situato nel dipartimento del Passo di Calais nella regione dell'Alta Francia. Nel 1906 il paese fu teatro della cosiddetta catastrofe di Courrières, il più grande disastro minerario mai avvenuto in Europa.

## Origini del nome
In lingua piccarda, noyé significa "inondato", "sotto l'acqua", e corrisponde alla fisionomia di parte del territorio comunale che era soggetta ad inondazioni.

## Storia

### Simboli
Lo stemma è stato adottato dal comune di Noyelles-sous-Lens appena terminata la prima guerra mondiale, quando era consuetudine inserire la Croix de guerre negli emblemi civici, prima che le onorificenze venissero accollate allo scudo.
Nel primo e il quarto quarto è ripreso il blasone della famiglia de Noyelles, signori del luogo, ramo cadetto dei castellani di Lens; l'erpice è ispirato a quello scolpito sulla lapide della tomba di Etienne Cuvellier, balivo d'Anchin, sepolto nella chiesa locale.

## Società

### Evoluzione demografica
Abitanti censiti